# DirectVobSub
DirectVobSub，以前習慣被稱作VSFilter，是一個Microsoft Windows的外掛程式（DirectShow濾鏡），用來在影片播放時加載外部字幕。
DirectVobSub/VSFilter曾經是一個獨立的程式VobSub的一部分，這個程式還有諸如從DVD-Video中提取字幕或製作文字字幕等功能。Vobsub的最後一個版本是2.23，然後便停止了開發。之後，VSFilter成為了開源網站SourceForge上的“guliverkli”專案的一部分，但這個計畫也於2005年停止開發，最後的版本是2.37。從2007年起，它又成為了“Guliverkli2”項目的一部分，自2.38版本起，VSFilter被稱作DirectVobSub。

## 支持的字幕格式
| 格式名称                                   | 扩展名    |
| ------------------------------------------ | --------- |
| VobSub                                     | .sub/.idx |
| SubStation Alpha/Advanced SubStation Alpha | .ssa/.ass |
| SubRip                                     | .srt      |
| MicroDVD                                   | .sub      |
| SAMI                                       | .smi      |
| PowerDivX                                  | .psb      |
| Universal Subtitle Format                  | .usf      |
| Structured Subtitle Format                 | .ssf      |